# Ichirokuhompo
La empresa Ichirokuhompo (一六本舗?), es una empresa japonesa que fabrica galletas. Su sede central se encuentra en la Ciudad de Matsuyama de la Prefectura de Ehime.

## Características
La denominación fue tomada del año japonés correspondiente a la fundación de la empresa (1883 en Occidente, Año 16 de la Era Meiji, siendo "ichi" la denominación para el número 1 en idioma japonés, y "roku" el número 6). Es una de las compañías más antiguas de la Ciudad de Matsuyama y en la actualidad cuenta con 75 locales, principalmente en la Prefectura de Ehime, pero también cuenta con locales en las prefecturas de Kagawa y Kochi.
Su principal producto es el taruto (タルト?), un arrollado de bizcochuelo relleno de anko). El taruto es un producto regional de la Ciudad de Matsuyama, siendo muy conocido entre los turistas y como tal puede ser adquiridos en varios puntos de la ciudad (Onsen de Dogo, hoteles y hosterías, comercios, Aeropuerto de Matsuyama, entre otros). El shoyumochi (醤油餅 shōyumochi?), un mochi con sabor a salsa de soja, es también otro producto regional.
También fabrica otras especialidades, tanto de estilo japonés como occidentales.

## Datos
- Razón social: Ichirokuhompo S.A. (株式会社一六本舗 Kabushikigaisha Ichirokuhompo?)
- Fundación: 1883
- Sede central: 〒790-0932 Higashi Ishii 1-2-20, Ciudad de Matsuyama, Prefectura de Ehime
- Cantidad de empleados: 181

## Empresas controladas

### Ichiroku
Ichiroku (一六?) es una cadena japonesa que opera restaurantes y locales de comidas rápidas. Su sede central se encuentra en la Ciudad de Matruyama de la Prefectura de Ehime. Fue fundada en el año 1951 y cuenta con 12 locales en la Prefectura de Ehime y 3 en la Prefectura de Kagawa.